# Sarcolobus
Sarcolobus là chi thực vật có hoa trong họ Apocynaceae, được mô tả lần đầu năm 1810. Nó bản địa ở Đông Nam Á, New Guinea, Úc, và một số hòn đảo nhất định ở Miền Tây Thái Bình Dương.
Các loài
1. Sarcolobus brachystephanus (Schltr.) P.I. Forst. - New Guinea
2. Sarcolobus hullsii (F. Muell. ex Benth.) P.I. Forst. - Australia
3. Sarcolobus kaniensis (Schltr.) P.I. Forst. - New Guinea
4. Sarcolobus secamonoides (Schltr.) P.I. Forst. - New Guinea
5. Sarcolobus spanoghei Miq. - Java
6. Sarcolobus sulphureus (Volkens) Schltr. - Quần đảo Caroline ở Micronesia